# Bogdocosa baskuntchakensis
Bogdocosa baskuntchakensis Ponomarev & Belosludtsev, 2008 è un ragno appartenente alla famiglia Lycosidae.
È l'unica specie nota del genere Bogdocosa.

## Distribuzione
L'unica specie oggi nota di questo genere è stata rinvenuta in Russia e in Iran.

## Tassonomia
Dal 2015 non sono stati esaminati altri esemplari, né sono state descritte sottospecie al 2016.